# HD15089
ι Кассіопеї (HD 15089) — подвійна зоря в сузір'ї Кассіопеї. Має видиму зоряну величину в смузі V 4,52. Розташована на відстані 141,49 світлових років від Сонця. Має небесні координати рівнодення J2000 та більшу частину року спостерігається з Північної півкулі Землі.

## Подвійна зоря
Головна зоря цієї системи належить до хімічно пекулярних зір Sr й має спектральний клас A5. 

## Фізичні характеристики
Зоря обертається порівняно повільно навколо своєї осі. Проєкція її екваторіальної швидкості на промінь зору (Vsin(i)) становить 49 км/сек. Власний рух ι Кассіопеї становить -0,017 кутових секунд на рік у прямому сходженні та 0,011 кутових секунд на рік у схиленні. Рухається в космічному просторі зі швидкістю 1 км/сек.
Телескоп Гіппаркос зареєстрував фотометричну змінність зорі з періодом 1,74 доби в межах від Hmin= 4,53 до Hmax= 4,50.

## Магнітне поле
Спектр зорі вказує на наявність магнітного поля у її зоряній атмосфері.
Напруженість повздовжньої компоненти поля, оцінена з аналізу крил ліній Бальмера, становить  202,9± 150,8 Гаус.